# Parafia św. Maksymiliana Kolbego w Świeciu n. Osą
Parafia św. Maksymiliana Kolbego w Świeciu n. Osą – parafia rzymskokatolicka w diecezji toruńskiej, w Dekanacie Radzyńskim, z siedzibą w Świeciu nad Osą.

## Historia
Budowa kościoła została rozpoczęta w 1983 r. jako filii parafii w Linowie. Budynek w stanie surowym był gotowy w 1988 r. 15 VII 1989 r. bp chełmiński Marian Przykucki erygował parafię i ustanowił ks. Romana Dobrzewińskiego jej pierwszym proboszczem. 

### Proboszczowie
- ks. Roman Dobrzewiński
- ks. Dariusz Gołębiewski
- ks. Mirosław Gierko (+2017)
- ks. Dariusz Kotecki

## Miejscowości należące do parafii
Buk Pomorski, Dębniaki, Głodowo, Rychnowo.